# Carrer de Llobera (Solsona)
El Carrer de Llobera és un conjunt monumental que forma part de l'Inventari del Patrimoni Arquitectònic Català de la ciutat de Solsona (Solsonès).

## Descripció
És el carrer de la ciutat de Solsona que conté el conjunt d'edificis i d'espais més rics del recinte murallat. El seu traçat gaudeix totalment dels conceptes urbanístics albergats, malgrat ser traçat molt anteriorment a aquests.

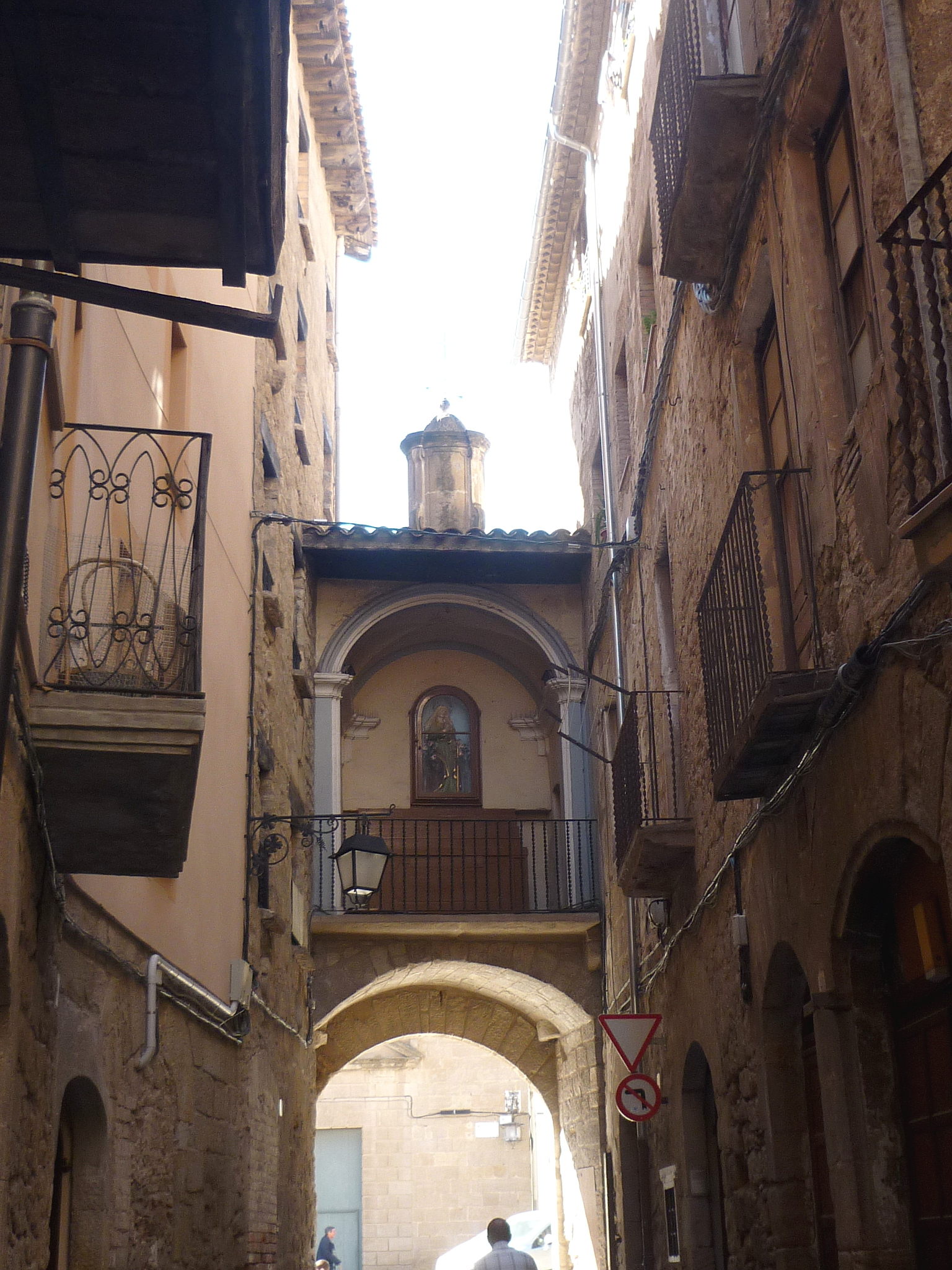
Portal de Llobera

 Les edificacions se situen tancant perspectiva, el que fa que se'ns ofereixin sorpreses en tot el seu recorregut.
Aquest carrer comunica la Plaça Major amb la sortida sud-oest de les muralles de Solsona, produint-se aquesta per l'anomenat portal de Llobera.
S'hi poden trobar entre altres edificis inventariats: la Casa dels Rovira, Ca les Caterines, Cal Clarà o Cal Pau Tinons, Cal Galtanegra, Ca la Llucianeta, Cal Membrilla, Cal Novelles, Cal Puigpinós i Cal Font.